# Maibong
Maibong is een dorp in het district Dima Hasao van de Indiase staat Assam. 

## Demografie
Volgens de Indiase volkstelling van 2001 wonen er 7.664 mensen in Maibong, waarvan 55% mannelijk en 45% vrouwelijk is. De plaats heeft een alfabetiseringsgraad van 73%. 